# Palica (szata)

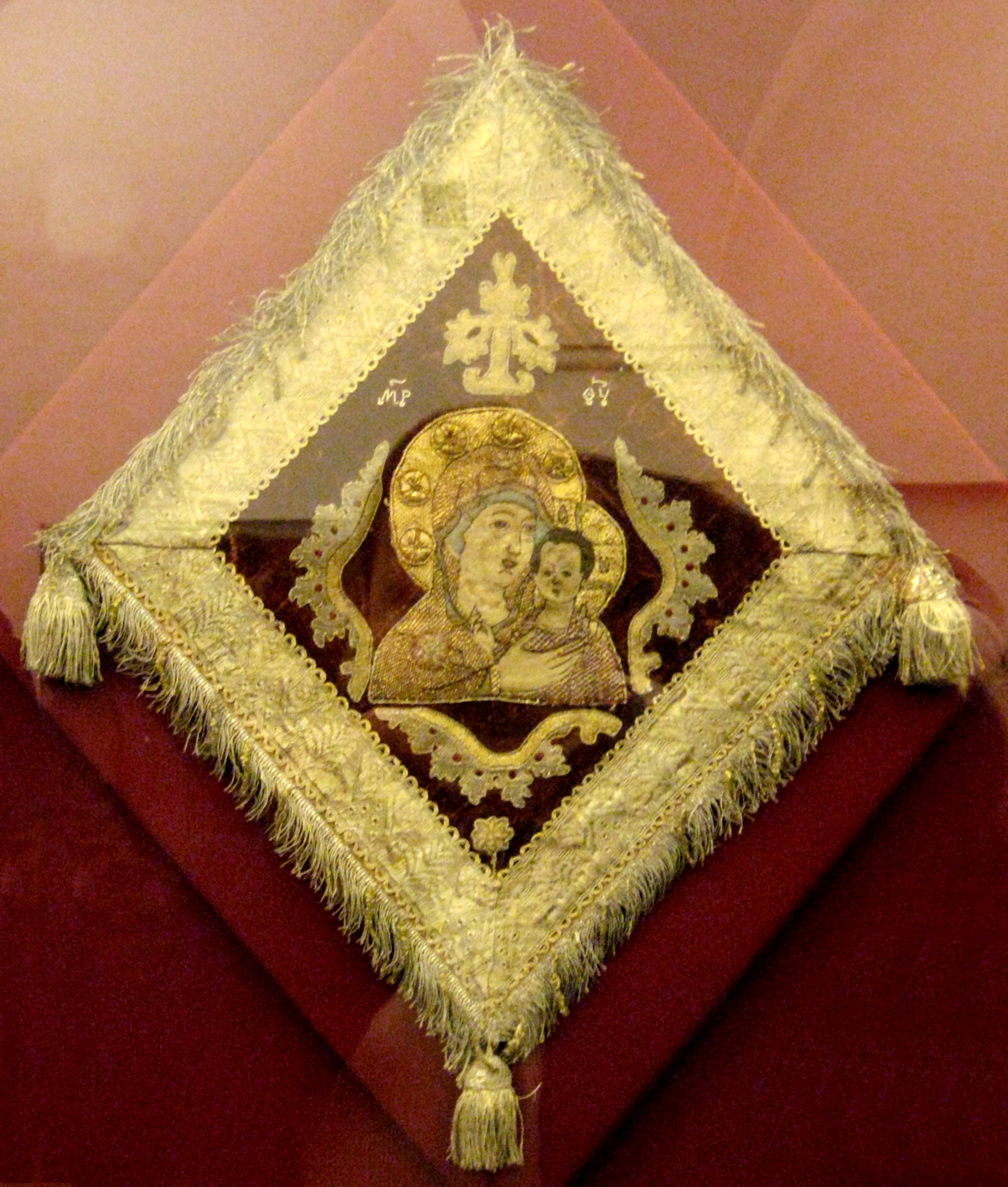
Palica z XIX wieku

Palica – szata liturgiczna w Kościołach prawosławnych i Katolickich Kościołach Wschodnich. 
Jest to przyozdobiona krzyżami chusta o kształcie rombu. Początkowo nosili ją tylko biskupi, dopiero później jako nagrodę przyznawano ją archimandrytom, igumenom i prezbiterom. Przysługuje prezbiterom, którym prawo jej noszenia zostało przyznane przez sobór biskupów jako cerkiewna nagroda wyższego stopnia.
Palica jak i nabiedrennik symbolizuje miecz duchowy (Słowo Boże) (w PAKP przydzielaną po ok. 12–15 latach służby).